# Histoire des relations Nord-Sud
 (décembre 2023).
- Si vous ne connaissez pas le sujet, laissez ce bandeau (vous pouvez alors contacter les auteurs).
- Si vous supprimez le contenu mis en cause (vous pouvez préalablement contacter les auteurs),

argumentez précisément cette suppression dans la page de discussion
(un manque de référence n'est pas un argument ; une recherche réelle de référence doit avoir été effectuée, être formellement documentée).
 (décembre 2023).
Si vous disposez d'ouvrages ou d'articles de référence ou si vous connaissez des sites web de qualité traitant du thème abordé ici, merci de compléter l'article en donnant les références utiles à sa vérifiabilité et en les liant à la section « Notes et références ».
 (décembre 2023).
La mise en forme du texte ne suit pas les recommandations de Wikipédia : il faut le « wikifier ».
Les points d'amélioration suivants sont les cas les plus fréquents. Le détail des points à revoir est peut-être précisé sur la page de discussion.
- Les titres sont pré-formatés par le logiciel. Ils ne sont ni en capitales, ni en gras.
- Le texte ne doit pas être écrit en capitales (les noms de famille non plus), ni en gras, ni en italique, ni en « petit »…
- Le gras n'est utilisé que pour surligner le titre de l'article dans l'introduction, une seule fois.
- L'italique est rarement utilisé : mots en langue étrangère, titres d'œuvres, noms de bateaux, etc.
- Les citations ne sont pas en italique mais en corps de texte normal. Elles sont entourées par des guillemets français : « et ».
- Les listes à puces sont à éviter, des paragraphes rédigés étant largement préférés. Les tableaux sont à réserver à la présentation de données structurées (résultats, etc.).
- Les appels de note de bas de page (petits chiffres en exposant, introduits par l'outil «  Source ») sont à placer entre la fin de phrase et le point final[comme ça].
- Les liens internes (vers d'autres articles de Wikipédia) sont à choisir avec parcimonie. Créez des liens vers des articles approfondissant le sujet. Les termes génériques sans rapport avec le sujet sont à éviter, ainsi que les répétitions de liens vers un même terme.
- Les liens externes sont à placer uniquement dans une section « Liens externes », à la fin de l'article. Ces liens sont à choisir avec parcimonie suivant les règles définies. Si un lien sert de source à l'article, son insertion dans le texte est à faire par les notes de bas de page.
- La présentation des références doit suivre les conventions bibliographiques. Il est recommandé d'utiliser les modèles {{Ouvrage}}, {{Chapitre}}, {{Article}}, {{Lien web}} et/ou {{Bibliographie}}. Le mode d'édition visuel peut mettre en forme automatiquement les références.
- Insérer une infobox (cadre d'informations à droite) n'est pas obligatoire pour parachever la mise en page.

Pour une aide détaillée, merci de consulter Aide:Wikification.
Si vous pensez que ces points ont été résolus, vous pouvez retirer ce bandeau et améliorer la mise en forme d'un autre article.
L'histoire des relations Nord-Sud, ou plus simplement relations Nord-Sud, est un courant qui étudie l’évolution des relations entre les régions du Nord et celles du Sud. Traditionnellement, ces études opposent les pays industrialisés du Nord aux pays nouvellement indépendants et en développement du Sud. Les relations Nord-Sud sont une manière d’exprimer les inégalités de développements entre différentes régions.

## 1. Définition et Histoire

### 1.1. Que sont les relations Nord-Sud?
Les relations Nord-Sud sont généralement abordées à l’échelle des États et pointent du doigt les dominations économiques, politiques, techniques, sociétales, etc., des régions du Nord sur celles du Sud.
Le Nord et le Sud peuvent être définis de deux façons :
- D’abord, en opposant ces deux zones géographiques. L’expression « du Sud », péjorative, peut désigner une communauté à problème. Le Sud se définit alors par ce qu’il n’est pas et ce qu’il n’a pas. C’est-à-dire le Nord et son développement industriel[3].

- Ensuite, jouant sur la complémentarité des deux concepts. Le Nord serait ainsi construit à partir du Sud, et inversement[4]. Cette approche s’accorde avec la constatation d’un monde devenu interdépendant[3].

L’expression « Nord-Sud » apparaît dans les années 1970 à l’apogée des efforts pour le dialogue entre les deux zones, tandis qu’avant, les termes de métropoles et de colonies étaient d’usage et que les distinctions opérées étaient encore idéologiques. En effet, la distinction qui se fait, dans le cadre des relations Nord-Sud, entre les deux zones géographiques n’a de sens que lorsque les systèmes coloniaux disparaissent.

#### Nouvelle acceptation du champ de recherche
Depuis les années 1970, le champ d’étude des relations Nord-Sud s’est élargi. Si à son origine il concernait les relations entre pays développés et nouvellement indépendants, ce dernier, et les règles d’analyses qui le constitue, peuvent désormais s’appliquer à d’autres types de relations. Des relations de supériorité entre différentes régions d’Europe, ou des régions d’un même État, peuvent, par conséquent, être étudiées sous le même angle que les relations Nord-Sud.
Bien que le caractère colonial soit absent, l’ensemble des effets de dominations (économique, politique, culturelle, etc.) entre une région plus riche ou plus industrialisée qu’une autre est également visible. Peuvent être alors analysée sous ce même prisme des relations entre la France du Nord, plus industrialisée, et les régions du Sud, plus rurales ; entre le Nord de l’Italie plus industrialisée et riche que l’Italie du Sud ; ou encore la Flandre et la Wallonie.

### 1.2. Histoire et chronologie
Selon Christian Comeliau, l’histoire des relations Nord-Sud peut être découpée, de la même manière que pour les grandes périodes historiques : en quatre. Chacune d’entre elles est symptomatique d’une évolution qui a affecté les relations entre les États développés et nouvellement indépendants.

#### 1945 à 1960: la fin du système colonial.
Les années 1945-1960 ne devraient pas faire partie du champ des relations Nord-Sud puisqu’elles précèdent les indépendances décoloniales. Cependant, elles voient la formation des principaux appareils institutionnels qui régiront par la suite les relations Nord-Sud (ex : les Nations unies).
À cette époque, les besoins financiers des pays en développements interrogent.
Le contexte géopolitique est marqué par des tensions entre le bloc de l’Est et le bloc de l’Ouest et par conséquent, la crainte du communisme. Certaines conférences telle que la conférence de Bandung en 1955 mettent également en place trois principes : l’anticolonialisme, le neutralisme et le non-alignement au communisme. En somme, ce sont une série d’institutions et de problématiques qui constitueront les débats futurs.

#### 1960-1973: indépendances et espoirs de développements.
Cette période est caractérisée par l’accentuation des rivalités entre les blocs de l’Est et de l’Ouest. Les pays nouvellement indépendants doivent alors s’organiser en conséquence.
Les années 1960 voient aussi les économies occidentales croître à une vitesse folle. Ce sont les Trente Glorieuses.
Dans les nouveaux pays indépendants, les relations coloniales cèdent leur place à la « coopération au développement ». On assiste par exemple à la création de certaines institutions telles que la CNUCED (Conférence des Nations unies sur le commerce et le développement) en 1964. Cette dernière sera d’ailleurs le terrain d’une première offensive d’autonomie des pays « du Sud » avec la création du « groupe des 77 ». Malgré cela, les relations Sud-Sud restent cantonnée à une échelle régionale. Ce sont les relations Nord-Sud qui priment avec une prise de position nécessaire face aux nouvelles tensions mondiales.
L’année 1964 est un premier pas vers un ordre international plus favorable aux pays en développement. Ces derniers s’efforcent d’imiter, en matière de politique économique, les pays industrialisés afin de les rattraper le niveau de vie. La clé de ce développement, qui est l’augmentation du revenu, se trouve dans les modèles proposés par le Nord.

#### 1973- 1982: recherche d’un nouvel ordre économique international.
Le début de la période voit les revendications économiques augmenter et ce, en lien avec le premier choc pétrolier. La volonté d’un nouvel ordre économique mondial s’accentue dès lors. Le dernier bastion colonial (Portugal) s’écroule également en 1975.
Par la suite, plusieurs conférences importantes sont organisées : la première convention de Lomé, la conférence de Lima et la conférence de Paris (dite conférence Nord-Sud). Ainsi se met en place la coopération économique mondiale.
Le second choc pétrolier bouscule encore davantage le jeu mondial et les pays du tiers monde vont alors chercher à développer une coopération Sud-Sud. Malgré les appels à des évolutions lors de la 5e CNUCED, et qui découlent directement de ces crises, rien n’évolue à l’aube des années 1980 et la recherche d’autonomie devient inévitable.
Donner une forme organique à cette coopération en l’institutionalisant davantage devient une priorité. Cependant, malgré le dialogue entre les différentes régions du monde, les débats tendent à être plus conflictuels qu’avant car le développement des uns provoque les sous-développements des autres. Deux thèmes viennent, par conséquent, monopolisent les débats : la redistribution des revenus et les besoins essentiels.
La crispation des débats peut se s’observer de différentes manières. D’abord, si certaines revendications des pays du Sud sont satisfaites dans les années 1970, peux de suites sont données à la majorité des questions. Ensuite, certains phénomènes des années 1980 ne sont à comprendre qu’au niveau mondial. Cette nouvelle interdépendance des phénomènes mondiaux constitue la toile de fond des relations Nord-Sud.

#### 1982-1990: décennie financière.
En août 1982, le Mexique décide de suspendre son service de la dette. Par conséquent, les banques des pays du Nord cessent d’accorder des crédits et coupent les lignes d’approvisionnement du Sud. Ces problèmes d’ordre financiers constituent le nœud des relations Nord-Sud à cette époque.
Les années 1990 seront dès lors caractérisée par l’endettement. L’objectif est l’ajustement structurel de l’économie : il faut rééquilibrer financièrement les pays qui vivent au-dessous de leurs moyens.
À cette époque, le tier monde tend également à se diviser. Son hétérogénéité apparaît pour divers causes historiques, géographiques, climatiques, politiques, etc. Il semble alors difficile de considérer le sud comme un seul et unique ensemble.

#### Les relations Nord-Sud depuis les années 2000.
Si les rapports Nord-Sud sont issus de l'héritage colonial, les choses on, depuis les années 1960, longuement évoluée. Ces relations sont, dans les années 2000, fortement marquées par le partenariat euro-méditerranéen lancé en 1995 par la conférence de Barcelone.
Depuis le 11 septembre 2001, de nombreux stéréotypes religieux viennent perturber les relations mondiales et donc aussi Nord-Sud. D'ailleurs, la place qu'occupent les Etats-Unis dans le monde, depuis la fin de la Seconde Guerre mondiale, mais surtout depuis 2001, affaiblit la voix des autres Etats. Des pays européen comme la France, autrefois moteur des relations Nord-Sud (en raison du passé colonial et du lien maintenu avec les pays africains) perdent une part de leur influence dans les grandes organisations internationales. Un dialogue Nord-Sud, comme il était possible dans les années 1970, est désormais difficile à imaginer.

## 2. Historiographies
L'analyse des relations Nord-Sud souligne bien l'importance de l'interdisciplinarité. Si le champ d'étude relève parfois de l'histoire, il fait également intervenir toutes les composantes de la recherche, notamment grâce au caractère total de ce domaine d'analyse : politique, économique, culturel, religieux, technique, etc. Ainsi, toutes les formes d'écrits scientifiques peuvent être utilisées pour étudier les relations Nord-Sud.
Ces dernières sont d'ailleurs en évolution continue. Les avancées techniques et les évolutions de la société permettent que de nouvelles comparaisons et de nouvelles relations prennent forme chaque jour. Ce fut hier le nucléaire, le tourisme, et demain, peut-être, les technologies numériques etc.
Pour étudier l'histoire des relations Nord-Sud, plusieurs chemins historiographiques sont possibles :
- D'abord, celui des historiens et des chercheurs européens.

Christian Comeliau est un économiste qui a consacré une grande partie de sa carrière à l'étude du développement en Afrique. Il a notamment publié l'ouvrage "Les relations Nord-Sud" en 1991, synthétisant les bornes chronologiques et les évolutions majeures de ce champ d'étude.
Christiane Villain-Gandossi, historienne française, a également publié plusieurs textes, notamment sur les stéréotypes qui caractérisent parfois relations Nord-Sud. Cette touche émotionnelle, qui est caractéristique de l'anthropologie historique et qui tire son origine de l'école des Annales, vient compléter les apports des économistes dans la recherche.
- Ensuite, certains personnages ayant des origines ou étant issus des pays en développement.

Ceux-ci apportent les points de vue contradictoires des spécialistes européens. C'est le cas de Pierre Moussa, économiste normalien et fonctionnaire français, qui étudie les relations Nord-Sud de la fin du 20e siècle.
Folashadé A. Soulé-Kohndou, Doctorante en Relations internationales à l’Institut d’études politiques de Paris et affiliée au CERI-CNRS, offre quant elle une "histoire contemporaine des relations Sud-Sud". Ce champ d'étude est issu des relations Nord-Sud et complète d'ailleurs ces dernières.
Samir Amin, économiste et politologue anti-impérialiste français d'origine égyptienne étudie pour sa part les disparités de développement.
- Enfin, celui des historiens anglophones.

C'est le cas de l'américain Frederick Coopern qui étudie la colonisation et la décolinastion de l'espace Africain. Il cherche ainsi à faire le lien entre les entités coloniales et les entités post-coloniales. De cette manière, il permet d'identifier la teneur des relations Nord-Sud dans les années 1960 et 70.
Les différents concepts et l'historiographie du champ des Relations Internationales est également mobilisable pour l'étude des Relations Nord-Sud.

## 3. Sources utiles
Pour étudier les relations Nord-Sud, outre les connaissances théoriques et les travaux déjà publiés par des chercheurs, plusieurs types de sources peuvent être utilisée pour effectuer un travail primaire :
- Les sources juridiques : lois, constitutions etc. ;
- Les sources diplomatiques : traités, comptes-rendus de réunions, discours, etc. ;
- Les sources personnelles : mémoires, notes personnelles, archives personnelles, etc. ;

- Les archives publiques : procès-verbaux, actes de réunions, devis, appels d'offres, etc. En bref, toutes les archives produites par les institutions publiques.
- Les archives d'acteurs privés : procès-verbaux de réunions, comptabilités, directives, devis, factures, etc. En bref, toutes es archives produites par les institutions privées (entreprises etc.).

- Les études de terrains : enquêtes, sondages, analyses sur le terrain etc.
- La presse : les faits divers, interviews etc. publiés quotidiennement dans la presse.

Cette liste, non exhaustive, présente un exemple des sources qui peuvent être utilisées pour étudier l'évolution des relations Nord-Sud, qu'elles soient entre deux Etats, où deux régions d'une même entité.

## 4. Un cas d'étude: la Belgique
En Belgique, il est possible d’identifier des relations Nord-Sud, d’un part internes entre la Flandre et la Wallonie, mais aussi externes si l’on observe les périodes coloniale et postcoloniale belges.

### 4.1. Quels sont les enjeux des relations Nord-Sud dans un État fédéral tel que la Belgique?
En 1830, la Belgique se forme, sans que l’on puisse toutefois la qualifier d’État fédéral. Ce nouvel état ne repose pas sur le fédéralisme, mais sur l’unionisme. En effet, face à la menace hollandaise entre autres, les catholiques et les libéraux s’unissent dans une entente nationale. C’est en 1970 après plusieurs types de gouvernement différents que la Belgique revêtira finalement sa forme fédérale actuelle.
Le fédéralisme belge est caractérisé par l’existence de différents niveaux de pouvoir. Toutes les décisions ne sont pas seulement prises par le Gouvernement et le Parlement fédéral à Bruxelles. Indépendamment des organes fédéraux, les Régions et les Communautés exercent elles aussi un pouvoir sur leurs compétences respectives. Les Régions décident de sujets globalement économiques, tandis que les Communautés se préoccupent des questions linguistiques et culturelles.
Les enjeux de ces relations Nord-Sud, en Belgique, sont politiques, linguistiques, économiques, sociaux et religieux. Souvent, plusieurs concordent.

#### Situation linguistique
Lors de l’indépendance belge, élites francophones, Orangistes néerlandophones, et flamands aux multiples dialectes doivent coexister ensemble, autant linguistiquement que politiquement.
Rapidement, le Mouvement flamand réclame un néerlandais homogénéisé et reconnu au niveau national avec pour but un redynamisation du peuple flamand. Les francophones redoutent alors une mise à mal de l’unité nationale.
Après diverses évolutions de la législation quant à l’emploi des langues, l’année 1898 voit la publication de la loi « d’égalité », permettant au néerlandais de s’ériger en tant que langue officielle du pays, à même titre que le français. L’égalité est cependant plus officielle qu’officieuse. La plupart des fonctions publiques exigent en effet l’utilisation unique du français.
Les Wallons réagissent lors d’un Congrès en 1905. L’unilinguisme est privilégié en Wallonie, mais redouté du côté flamand. Bruxelles constitue aussi une question épineuse car le Congrès s’oppose à une possible mise en place du bilinguisme.
Durant l’entre-deux-guerres, la question continue de se complexifier et d’être légiférée. 1967 est finalement marqué par la victoire flamande qui obtient la création d’une Constitution officielle en néerlandais.
L’affaire de Louvain ternit cependant cet accomplissement. Selon certains, l’enseignement supérieur ne doit pas échapper à la question linguistique. Cependant, l’Université catholique de Louvain est toujours, dans les années soixante, bilingue. En 1968, à la suite de divers événements comme les manifestations au slogan « Walen Buiten », une scission est actée entre la Katholieke Universiteit Leuven et l’UCLouvain. Ceci a pour conséquence le déménagement de l’université francophone à Ottignies – Louvain-la-Neuve en Wallonie entre 1971 et 1979. L’Université libre de Bruxelles connaîtra des changements similaires avec la création de la Vrije Universiteit Brussel.

#### Situation économique et sociale
Comme le Royaume-Uni avant elle, la Belgique entreprend sa Révolution industrielle au XIXème siècle. Il faut cependant nuancer cette affirmation car ce phénomène ne s’établit pas uniformément à l’échelle nationale. À cette époque, la Wallonie est largement développée d’un point de vue économique et industriel. En Flandre à l’inverse, si le textile est toujours au centre du développement économique, le tournant industriel tarde à être franchi. La Flandre peine à développer de nouvelles activités économiques.
Dès la fin du XIXème siècle, la Wallonie subit un ralentissement de l’augmentation démographique. L’économie en est affectée. De plus, la métallurgie et le charbon, secteurs toujours dominant, traversent nombre de crises structurelles. Par conséquent, vers 1890, le sens des relations entre le Nord et le Sud s’inverse. Anvers devient le pôle industriel majeur de la Belgique et permet ainsi une croissance économique importante en Flandres. À partir de ces années-là, le Mouvement flamand s’empare aussi de la question économique, étendant ses revendications bien au-delà de la culture et de la langue.
Les revendications politiques actuelles en Flandre ne prônent pas le partage avec la Wallonie. Cette situation est le reflet d’un passé traversé par une crise séculaire dans ce qui fut « une région pauvre, rurale, économiquement et politiquement périphérique, alors surpeuplée ».

### 4.2. Les périodes coloniale et postcoloniale
Une étude des relations Nord-Sud n’est réellement envisageable qu’à la disparition des systèmes coloniaux.
En 1885, grâce à la Conférence de Berlin, Léopold II obtient ce qui deviendra par la suite l’État indépendant du Congo. En 1908, pour plusieurs raisons, le roi est contraint de céder ce territoire à la l’État belge. Celui-ci devient alors le Congo belge.
Après la Seconde Guerre mondiale, le processus de politisation de la colonie mènera ultimement à l’indépendance du Congo, le 30 juin 1960. Dès l’indépendance, le pays sombre dans un chaos total. Les autorités belges restent, en effet, influentes dans nombre de secteurs. De plus, dans le sud du pays, le Katanga proclame également son indépendance à la suite d'un coup d’État.
Voici quelques exemples contemporains de l’évolution des relations Nord-Sud entre la Belgique et ses anciennes colonies.
En 2013, l’AfricaMuseum entreprend des travaux de rénovation et rouvre ses portes le 8 décembre 2018, l’objectif étant « d’exposer une vision contemporaine et décolonisée de l’Afrique » dans ce qui avait été conçu à l’origine comme un véritable monument à la gloire coloniale. Il est à noter que le musée a également entrepris plusieurs restitutions. Cette politique a notamment été encadrée par la loi du 30 juin 2022 reconnaissant le caractère aliénable des biens liés au passé colonial de l’État belge et déterminant un cadre juridique pour leur restitution et leur retour.
En 2019, le premier ministre belge, Charles Michel, présentait les excuses de la Belgique aux enfants métis issus de la colonisation. La situation dans la colonie, pour ces derniers, étaient véritablement perçue comme une ségrégation.
En 2020, pour les soixante ans de l’indépendance, « le roi Philippe exprime ses « plus profonds regrets » pour les « actes de violence » et les « souffrances » infligées au Congo léopoldien puis belge ». Le roi ajoute qu’il « faut pouvoir se parler de notre longue histoire commune en toute vérité et toute sérénité ». Certains souhaitent néanmoins que l’on n’exprime pas seulement des regrets, mais aussi des excuses.

### 4.3. Les accords sur la migration de main d’œuvre
Il faut noter que les relations Nord-Sud, en Belgique, sont aussi construites autour d’accords bilatéraux signés avec d’autres pays. On parle alors d’immigration organisée.
Après la Seconde Guerre mondiale, il faut reconstruire l’Europe. La Belgique, épargnée, reprend vite son activité économique malgré tout, mais a néanmoins besoin de main d’œuvre. La Belgique utilisera donc les prisonniers de guerre allemands à cet effet, jusqu’à ce que la Convention de Genève interdise cette pratique.
Pour compenser cette perte de main d’œuvre, l’immigration organisée est mise en place : 
- 23 juin 1946 : signature du protocole d’accord avec l’Italie (« Des bras contre du charbon »). Le protocole prend fin en 1956 avec la catastrophe du Bois du Cazier ;
- 28 novembre 1956 : signature du protocole d’accord avec l’Espagne ;
- 12 juillet 1957 : signature du protocole d’accord avec la Grèce ;
- 17 février 1964 : signature du protocole d’accord avec le Maroc ;
- 16 juillet 1964 : signature du protocole d’accord avec la Turquie.

En 1974, les frontières sont fermées à la suite d’une crise majeure du charbon, mais aussi du premier choc pétrolier en 1973. Ces événements marquent la fin de l’immigration organisée et officielle.

### 4.4. Les sources
Les sources utiles à l’écriture d’une histoire des relations Nord-Sud en Belgique sont majoritairement des sources de types juridique ou politique :
- La Constitution belge sous toutes ses versions (1831, 1970, 1980, 1988-1989, 1993, 2001 et 2014) afin de comprendre, par exemple, les évolutions territoriales ;
- Le droit sur l’emploi des langues comme par exemple :

L’Arrêté du Gouvernement provisoire du 16 novembre 1830 ;
La Loi du 18 avril 1898 relative à l’emploi de la langue flamande dans les publications officielles ;
La Loi du 28 mai 1970 sur l’entérinement juridique de la scission de l’Université de Louvain.
- Le droit colonial ;
- Les décisions prises sur le tournant post-colonial de la Belgique comme, par exemple, la formulation de regrets auprès de la population congolaise par le roi Philippe ;
- Les accords sur la migration de main d’œuvre en Belgique ;
- Les échanges diplomatiques ;
- Etc.